# کن براون
کن براون (به انگلیسی: Ken Brown) زادهٔ ۱۶ فوریه ۱۹۳۴ بازیکن فوتبال اهل انگلستان بود که سابقهٔ بازی در تیم ملی فوتبال انگلستان را در کارنامهٔ خود دارد. وی در تاریخ ۱۸ نوامبر ۱۹۵۹ تنها بازی ملی خود را در مقابل تیم ملی فوتبال ایرلند شمالی انجام داد.